# Sept Chants de la toundra
Pour plus de détails, voir Fiche technique et Distribution.
Sept Chants de la toundra (Seitsemän laulua tundralta) est un film finlandais réalisé par Anastasia Lapsui et Markku Lehmuskallio, sorti en 2000.

## Synopsis
Des histoires des peuples nomades de la toundra russe pendant l'époque du communisme.

## Fiche technique
- Titre : Sept Chants de la toundra
- Titre original : Seitsemän laulua tundralta
- Réalisation : Anastasia Lapsui et Markku Lehmuskallio
- Scénario : Anastasia Lapsui
- Photographie : Johannes Lehmuskallio
- Montage : Anastasia Lapsui et Markku Lehmuskallio
- Production : Tuula Söderberg
- Société de production : Jörn Donner Productions
- Pays :  Finlande
- Genre : Drame et historique
- Durée : 90 minutes
- Dates de sortie : 
  -  Finlande : 18 février 2000
  -  France : 12 décembre 2001

## Distribution
Segment Morsian
- Anatoli Hudi
- Igor Hudi
- Tajuda Hudi
- Vitalina Hudi
- Hadko Japtik
- Ivan Japtik
- Arkadi Laptander
- Lidija Okotetto
- Viktor Pistsulin
- Janina Serotetto

Segment Itsellinen
- Aidar Ahmetzjanov
- Aleksandr Bukrejev
- Dmitri Didenko
- Andrei Pando
- Marija Pando
- Verane Pando
- Ivan Tusida
- Hatjako Yzangi
- Sergei Zabenin

Segment Jumala
- Gregory Anaguritsi
- Sergei Kotsherov
- Fjodor Kovganko
- Gennadi Puikko
- Andrei Soljanov
- Pjotr Tuboltsev

Segment Kansanviholliset
- Olga Antonen
- Natalia Averjanova
- Nikolai Bykov
- Anastasija Hudi
- Denis Hudi
- Jana Hudi
- Jevgeni Hudi
- Radik Hudi
- Gennadi Konopatski
- Vytsu Lapsui
- Marija Shevtshenko
- Olga Sytnik
- Timur Sytnik
- Andrei Tibitshi
- Aleksandr Tibitsi
- Oksana Tregubova
- Tamara Tusida
- Valentina Vahnina
- Nadezha Volodeeva

Segment Sjako
- Sergei Harjutshi
- Anton Horolja
- Maksim Horolja
- Nadezhda Horotetto
- Valerija Horotetto
- Vera Horotetto
- Papakotsha Hudi
- Marija Jadne
- Svetlana Jadne
- Nikolai Japtik
- Aljosha Salinder
- Vika Serotetto
- Zhenja Serotetto
- Elena Tadibe
- Jevgenija Vanuito
- Ruslan Vanuito
- Alla Vengo
- Sergei Volkov
- Lidija Zautoshvili

## Distinctions
Le film a été nommé pour deux Jussis et a reçu celui du meilleur film.